# Humphrey Lyttelton
Humphrey Richard Adeane Lyttelton (23 de mayo de 1921 – 25 de abril de 2008), también conocido como Humph, fue un músico de jazz y presentador inglés, director del programa radiofónico de la BBC I'm Sorry I Haven't a Clue. Fue primo de Charles Lyttelton, Décimo Vizconde de Cobham, y sobrino nieto del político y deportista Alfred Lyttelton, primer hombre en representar a Inglaterra a la vez en fútbol y cricket.

## Primeros años y carrera
Lyttelton nació en el Colegio Eton, en Buckinghamshire, donde su padre, George William Lyttelton (segundo hijo de Charles Lyttelton, Octavo Vizconde de Cobham), era maestro de casa. Lyttelton estudió en la Sunningdale School y en el Colegio Eton. En Eton, Lyttelton trabajó para Lord Carrington y se aficionó al jazz, inspirándose en los trompetistas Louis Armstrong y Nat Gonella. Aprendió él mismo a tocar el instrumento, formando un cuarteto en la escuela en 1936 del cual formaba parte el futuro periodista Ludovic Kennedy, que tocaba la batería.
Tras dejar la escuela, Lyttelton pasó un tiempo trabajando en las acerías de Puerto Talbot, en Gales, una experiencia que le hizo convertirse en lo que él llamaba un "socialista romántico". Durante la Segunda Guerra Mundial sirvió en el Regimiento Grenadier Guards, siendo ascendido a subteniente el 29 de noviembre de 1941, entrando en acción en Salerno durante la Invasión Aliada de Italia. El Día de la Victoria en Europa, el 8 de mayo de 1945, Lyttelton se sumó a las celebraciones tocando su trompeta desde una carretilla, y dando inadvertidamente su primera actuación radiofónica, pues el hecho quedó grabado por la BBC. Tras finalizar la guerra, estudió dos años en el Camberwell Art College.
En 1949 empezó a colaborar con el Daily Mail como historietista, permaneciendo con dicha publicación hasta 1956. Además fue uno de los colaboradores de Wally Fawkes en la exitosa tira cómica Flook.

## El jazzman

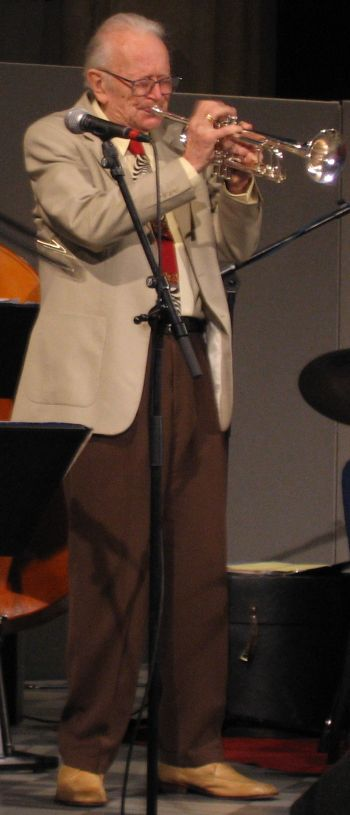
2006 en el London Borough of Richmond upon Thames, abril de 2006 en Londres, Blowing, Humphrey Lyttelton, Music of London, People in the London Borough of Richmond upon Thames, St Alban's Church, Teddington (interior), Trad jazz

Como muchos otros excombatientes, Humph consiguió una subvención para continuar sus estudios. Así, estudio en la Camberwell School of Art, donde conoció a Wally Fawkes, un clarinetista entusiasta del jazz. Fue Fawkes quien, en 1949, le ayudó a conseguir el trabajo en el Daily Mail, en un principio escribiendo los diálogos de Flook, la tira cómica de Fawkes. Además, ambos se sumaron a los George Webb Dixielanders en 1947, jugando Webb un destacado papel catalizador en el auge del jazz británico posbélico.
A finales de los años cuarenta e inicios de los cincuenta Lyttelton jugó un papel destacado en el resurgir de las formas tradicionales del jazz, grabando con Sidney Bechet en 1949.  Para conseguir ello hubo de romper con las restrictivas prácticas del Sindicato de Músicos del Reino Unido, que prohibía trabajar con músicos de jazz de los Estados Unidos. En 1956 consiguió su único éxito incluido en las listas, el tema producido por Joe Meek "Bad Penny Blues", que se mantuvo seis semanas en la UK Singles Chart. Según se iba reavivando el estilo de jazz hot, Lyttelton se decantó por la tendencia mainstream favorecida por músicos estadounidenses como el trompetista Buck Clayton, grabando juntos a principios de los años sesenta, y considerando Clayton a Lyttelton como un hermano.
Su repertorio se iba expandiendo, incluyendo no solo piezas poco conocidas de Duke Ellington, sino incluso "The Champ", de Dizzy Gillespie. La banda de Lyttelton contribuyó al desarrollo de las carreras de muchos destacados músicos británicos, entre ellos Tony Coe y Alan Barnes.
El 11 de marzo de 2008, Lyttelton anunció que, después de 40 años, dejaba de presentar el programa de BBC Radio 2 titulado Best of Jazz. El 23 de julio de 2008, Lyttelton fue nombrado a título póstumo el artista de Jazz del Año de BBC Radio 2, según votación de los radioyentes.

## La Humphrey Lyttelton Band
En la banda de ocho instrumentos de Humphrey Lyttelton tocaban, además de él mismo la trompeta y el clarinete, Ray Wordsworth (trombón), Jimmy Hastings (saxo alto, clarinete y flauta), Jo Fooks (saxofón tenor y flauta), Rob Fowler (saxofón tenor, saxofón barítono y clarinete), Ted Beament (piano), John Rees-Jones (contrabajo) y Adrian Macintosh (percusión).
El grupo mantuvo un apretado calendario, actuando por todo el país, a menudo en espectáculos con las entradas agotadas. Las actuaciones solían incluir a un cantante invitado, o la colaboración con otra banda. En la década de 1990 viajaron con Helen Shapiro en una serie de conciertos llamados Humph and Helen. También actuaron en varias giras llamadas Gigantes del Jazz Británico junto a Acker Bilk, George Melly y los John Chilton's Feetwarmers.
Lyttelton mantuvo una larga relación profesional con la cantante británica Elkie Brooks. Tras trabajar juntos en los inicios de la década de 1960, reavivaron su colaboración a partir de 2000 con una serie de actuaciones que resultaron con un gran éxito de público. Estrenaron el alabado álbum Trouble in Mind en 2003, y siguieron actuando en ocasionales conciertos como apoyo a su trabajo.

## Trabajo radiofónico
Desde 1967 hasta abril de 2007 Lyttelton presentó The Best of Jazz en BBC Radio 2, un programa en el que se podían escuchar grabaciones de alta calidad de todas las épocas, además de material actual. 

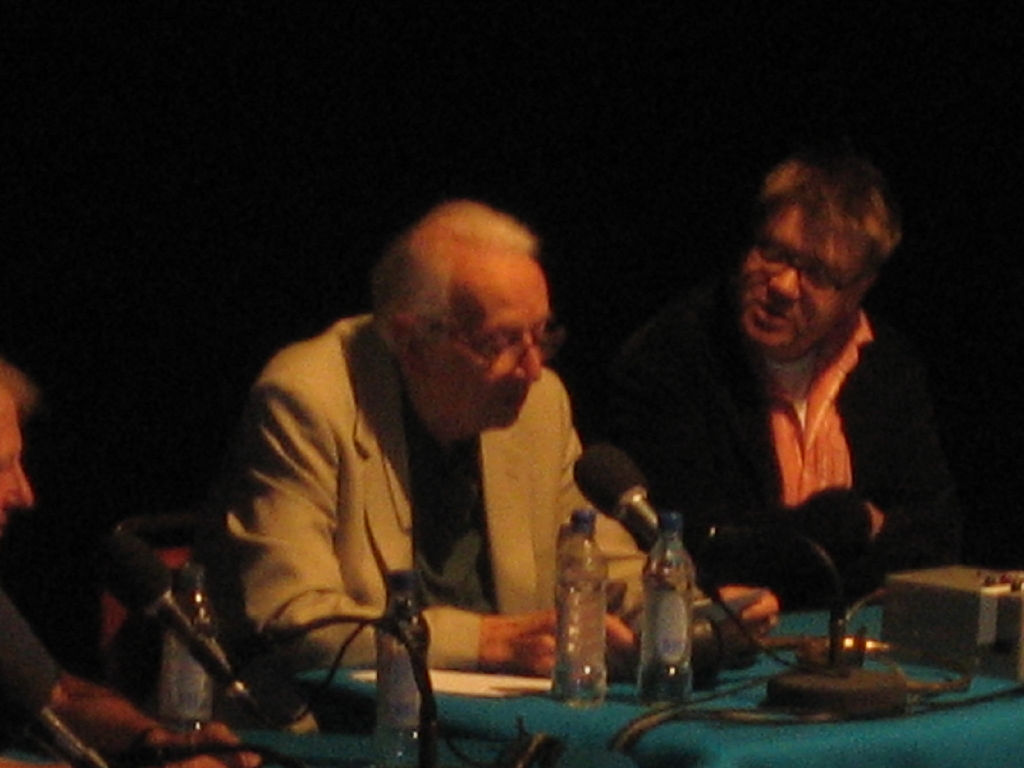
Humphrey Lyttelton y el productor Jon Naismith durante una grabación en 2005 de I'm Sorry I Haven't a Clue en el Edinburgh Fringe

En 1972 fue escogido para presentar el programa de BBC Radio 4 I'm Sorry I Haven't a Clue. El show estaba pensado como un antídoto humorístico a los tradicionales programas de panel de la BBC (radiofónicos y televisivos) que eran considerados sosos y monótonos. Lyttelton trabajó en el programa hasta poco antes de su muerte. El éxito de ISIHAC' tuvo una influencia considerable en el modo en el cual se presentaba la comedia radiofónica, y Lyttelton jugó un papel significativo en el proceso. En el momento de su muerte Lyttelton era el panelista de más edad de todo el Reino Unido, dos años y medio mayor que su rival más cercano, Nicholas Parsons.
El 22 de abril de 2008 Lyttelton y el equipo de I'm Sorry I Haven't a Clue debían actuar en la versión teatral del programa en el Teatro Pavilion de Bournemouth. Debido a su enfermedad, le tuvo que sustituir Rob Brydon. Los panelistas de esa noche fueron Tim Brooke-Taylor, Graeme Garden, Barry Cryer y Jeremy Hardy.
Otra de las actividades de Lyttelton fue la caligrafía, siendo Presidente de la Society for Italic Handwriting, y dando a su propia compañía discográfica el nombre de "Calligraph". Este sello, fundado en los primeros años ochenta, no solo editaba sus propios discos y los de sus asociados, sido que también relanzaba (en CD) sus grabaciones analógicas del sello Parlophone de los años cincuenta. 

## Enfermedad y muerte
El 18 de abril de 2008 Jon Naismith, productor de I'm Sorry I Haven't A Clue, anunció la cancelación de la serie a causa de la hospitalización de Humphrey Lyttelton para ser tratado de un aneurisma de aorta.
Lyttelton falleció el 25 de abril de 2008 tras haber sido sometido a tratamiento quirúrgico. En su homenaje, BBC Radio 4 emitió un episodio de 1995 de I'm Sorry I Haven't a Clue, y un programa retrospectivo presentado por Kenneth Clarke.
A Lyttelton le sobrevivieron sus cuatro hijos: una hija de su primer matrimonio con Pat Braithwaite, y dos hijos y una hija de su segundo matrimonio, con Jill Richardson. Richardson, con quien se había casado en 1952, había fallecido en 2006.
En 1995 Lyttelton rechazó el nombramiento de caballero con el que había sido recompensado.

### Homenajes
- Lasting Tribute Obituario y homenajes
- Obituario en el Times
- Obituario en Independent
- BBC Comedy Obituary
- The Observer Barry Cryer, Melvyn Bragg tributes
- The Independent Homenaje de Jeremy Hardy
- The Telegraph Sandi Toksvig tribute
- The Observer Graeme Garden remembrance/tribute
- The Guardian Iain Pattinson (writer of Humph's Clue scripts) tribute
- The Times A second Barry Cryer remembrance/tribute